# Carlos Catalá
Carlos Catalá Martínez (Montevideo, 16 de mayo de 1824 - 3 de enero de 1864) fue un militar uruguayo, fundador de la ciudad de Artigas.
Interrumpió sus estudios a los 18 años para participar en las luchas por la Defensa de Montevideo, en la Guerra Grande. 
En 1844, en Salto, sirve a las órdenes del héroe italiano José Garibaldi, combatiendo en la Batalla de San Antonio. Después, ya con el grado de capitán, pasa a ser secretario del General Eugenio Garzón – figura de la Revolución Oriental – quien, desde 1851 se había interesado en el establecimiento de un pueblo en la costa del río Cuareim.
Cuando la Junta Económica Administrativa de Salto ordenó fundar pueblos en la frontera con Brasil para asegurar la soberanía nacional en la frontera norte, encargó al Capitán Catalá fundar los pueblos de Constitución y Cuareim.
El 12 de septiembre de 1852, y con el nombre de San Eugenio del Cuareim, fundó la actual ciudad de Artigas, en el paso del Bautista sobre el río Cuareim.